# Großwoltersdorf
Großwoltersdorf ist eine Gemeinde im Norden des Landkreises Oberhavel in Brandenburg und gehört zum Amt Gransee und Gemeinden.

## Geographie
Die Gemeinde liegt im Naturpark Stechlin-Ruppiner Land.

## Gemeindegliederung
Großwoltersdorf gliedert sich nach seiner Hauptsatzung in die sechs Ortsteile
- Altglobsow
- Buchholz
- Burow
- Großwoltersdorf
- Wolfsruh
- Zernikow

sowie die Wohnplätze Eichelkamp, Kelkendorf, Neue Siedlung, Plantage, Wolfsluch und Zernikower Mühle.

## Geschichte

### Großwoltersdorf
Um 1490 gehörte Großwoltersdorf zur im Kern reichsunmittelbaren Herrschaft Ruppin der Grafen von Lindow-Ruppin.

### Zernikow
Zernikow wurde 1362 erstmals urkundlich erwähnt. Um 1490 war Zernikow ein Teil der im Kern reichsunmittelbaren Herrschaft Ruppin unter der Landesherrschaft der Grafen von Lindow-Ruppin. Mitte des 17. Jahrhunderts war das Rittergeschlecht derer von Zernikow überschuldet. Nach diversen anderen Besitzern erwarb Kronprinz Friedrich 1737 das Gut Zernikow und schenkte es 1740 seinem Vertrauten und Diener Michael Gabriel Fredersdorff. Dieser erweiterte das Gut, wobei das Gutshaus 1746 nach Plänen aus Knobelsdorffs Baubüro entstand. Er ließ 1747 eine Maulbeerplantage anlegen und 1751, neben weiteren Alleen, auch die heute denkmalgeschützte Maulbeerallee.
Fredersdorff heiratete 1750 die Erbin des Bankiers Gottfried Adolph Daum, Caroline Maria Elisabeth Daum (1730–1810), und diese wiederum nach Fredersdorffs Tod 1760 Johann Freiherrn von Labes (1731–1776). Ihre Kinder waren Amalie Karoline von Labes (1761–1781) und Hans von Labes (1763–1831), der spätere Erbauer der Burg Schlitz. Amalie Karoline von Labes heiratete 1777 den Joachim Erdmann Freiherr von Arnim (1741–1804); die gemeinsamen Kinder waren Carl Otto genannt Pit von Arnim (1779–1861) und der spätere romantische Dichter Ludwig Achim (1781–1831) verheiratet mit Bettina von Arnim (* 4. April 1785 in Frankfurt am Main; † 20. Januar 1859 in Berlin).
Später war Erwin Kühnemund von Arnim, verheiratet mit Agnes von Baumbach, Grundbesitzer des Rittergutes. Ihr Sohn wurde der letzte Herr auf Zernikow. Bis 1945 bewirtschaftete Friedmund Freiherr von Arnim (1897–1946), auf Wiepersdorf im Ländchen Bärwalde, mit seiner Frau Clara von Arnim, geb. von Hagens (1909–2009), die örtliche 991 ha große Besitzung, bis 1929 formell als Frhr. v. Arnim`sche Erben bezeichnet.

### Gemeindegebietsveränderungen
Zum 1. Juli 1950 wurde die Gemeinde Buchholz zusammen mit den anderen Orten des Fürstenberger Werders aus dem mecklenburgischen Landkreis Neustrelitz in das Land Brandenburg umgegliedert. Während die übrigen dieser Gemeinden unmittelbar zum Landkreis Templin kamen, gehörte Buchholz für zwei Monate zum Landkreis Ruppin und wurde anschließend ebenfalls in den Landkreis Templin eingegliedert. Mit der Verwaltungsreform von 1952 kamen die Gemeinden Altglobsow, Buchholz, Burow, Großwoltersdorf, Wolfsruh und Zernikow zum Kreis Gransee im Bezirk Potsdam.
Seit 1957 fanden auf dem Gebiet der heutigen Gemeinde Großwoltersdorf drei Gemeindegebietsveränderungen statt. In zwei Fällen handelte es sich um Eingemeindungen, im dritten Fall um eine Gemeindeneugründung.
| Wirkungsdatum       | Aufgelöste Gemeinde                          | Aufnehmende Gemeinde | Art der Veränderung |
| ------------------- | -------------------------------------------- | -------------------- | ------------------- |
| 1957, 1. Januar     | Burow                                        | Altglobsow           | Eingemeindung       |
| 1974, 30. April     | Altglobsow Buchholz                          | Zernikow             | Eingemeindung       |
| 1998, 27. September | Großwoltersdorf (bis 1998) Wolfsruh Zernikow | Großwoltersdorf      | Gemeindeneugründung |

## Bevölkerungsentwicklung
| Jahr | Einwohner |
| ---- | --------- |
| 1875 | 428       |
| 1890 | 434       |
| 1910 | 464       |
| 1925 | 496       |
| 1933 | 462       |
| 1939 | 461       |

| Jahr | Einwohner |
| ---- | --------- |
| 1946 | 756       |
| 1950 | 678       |
| 1964 | 498       |
| 1971 | 473       |
| 1981 | 409       |
| 1985 | 422       |

| Jahr | Einwohner |
| ---- | --------- |
| 1990 | 411       |
| 1995 | 406       |
| 2000 | 992       |
| 2005 | 966       |
| 2010 | 860       |
| 2015 | 793       |

| Jahr | Einwohner |
| ---- | --------- |
| 2020 | 778       |
| 2021 | 792       |
| 2022 | 741       |
| 2023 | 717       |
| 2024 | 712       |

Gebietsstand des jeweiligen Jahres, Einwohnerzahl: Stand 31. Dezember (ab 1991). Ab 2011 auf Basis des Zensus 2011. Ab 2022 auf Basis Zensus 2022
Der Anstieg der Bevölkerungszahl im Jahr 2000 ist auf den Zusammenschluss von Großwoltersdorf, Wolfsruh und Zernikow zur neuen Gemeinde Großwoltersdorf im Jahr 1998 zurückzuführen.

## Politik

### Gemeindevertretung
Die Gemeindevertretung von Großwoltersdorf besteht aus zehn Mitgliedern und dem ehrenamtlichen Bürgermeister. Die Kommunalwahl am 26. Mai 2019 führte zu folgendem Ergebnis:
| Partei / Wählergruppe                        | Stimmenanteil | Sitze |
| -------------------------------------------- | ------------- | ----- |
| Wählergemeinschaft Großwoltersdorf           | 27,9 %        | 3     |
| Wählergemeinschaft Bürgerinitiative Wolfsruh | 23,7 %        | 2     |
| CDU                                          | 21,6 %        | 2     |
| Bündnis 90/Die Grünen                        | 12,8 %        | 1     |
| Die Linke                                    | 07,9 %        | 1     |
| Wählergruppe Frischer Wind                   | 06,0 %        | 1     |

### Bürgermeister
- seit 1998: Ingo Utesch (Bürgerinitiative Wolfsruh)[13]

Utesch wurde in der Bürgermeisterwahl am 26. Mai 2019 ohne Gegenkandidat mit 82,6 % der gültigen Stimmen für eine weitere Amtszeit von fünf Jahren in seinem Amt bestätigt.
Utesch wurde in der Bürgermeisterwahl am 9. Juni 2024 ohne Gegenkandidat mit 87,3 % der gültigen Stimmen für eine weitere Amtszeit von fünf Jahren in seinem Amt bestätigt.

## Sehenswürdigkeiten

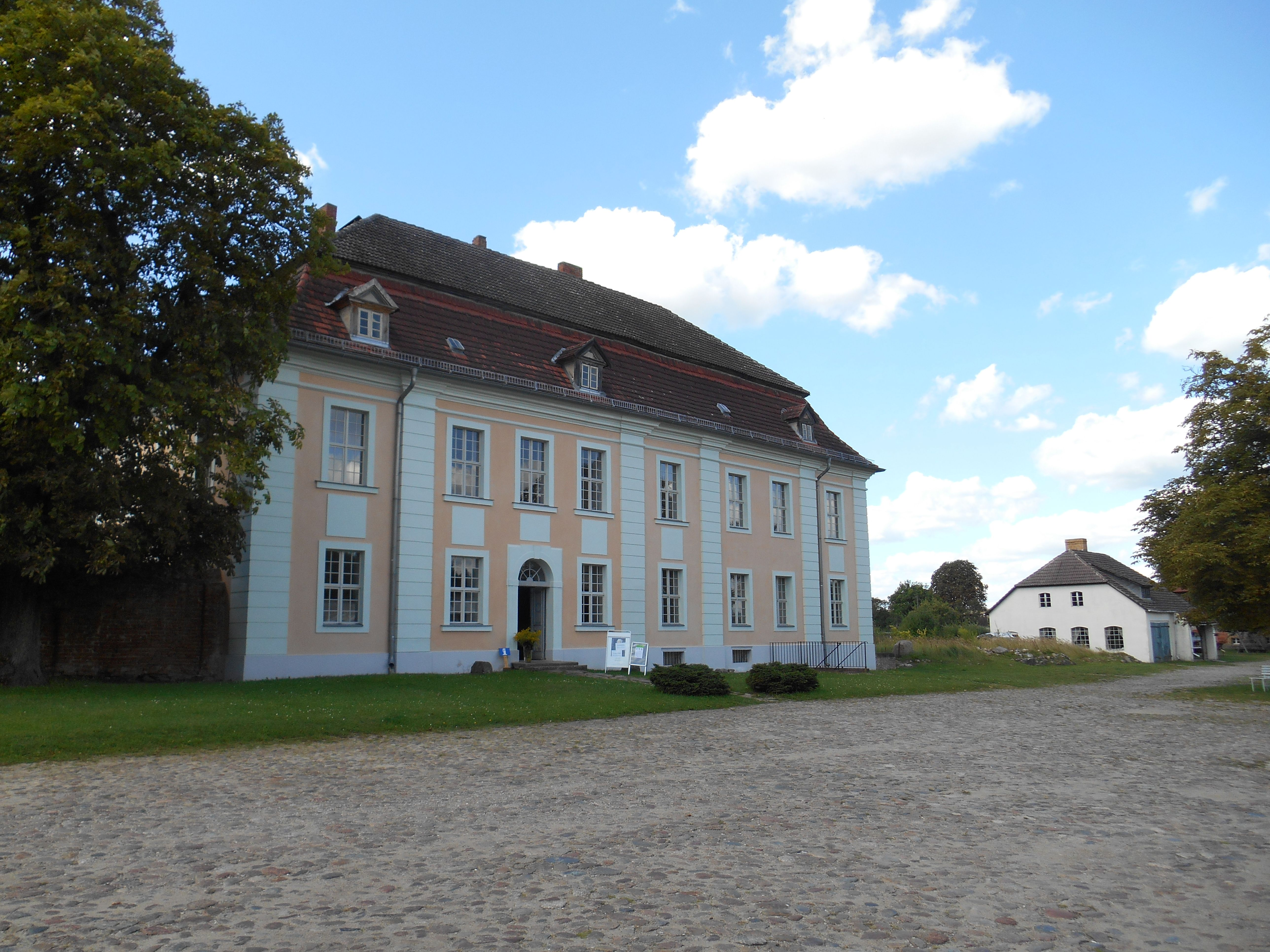
Gutshaus in Zernikow

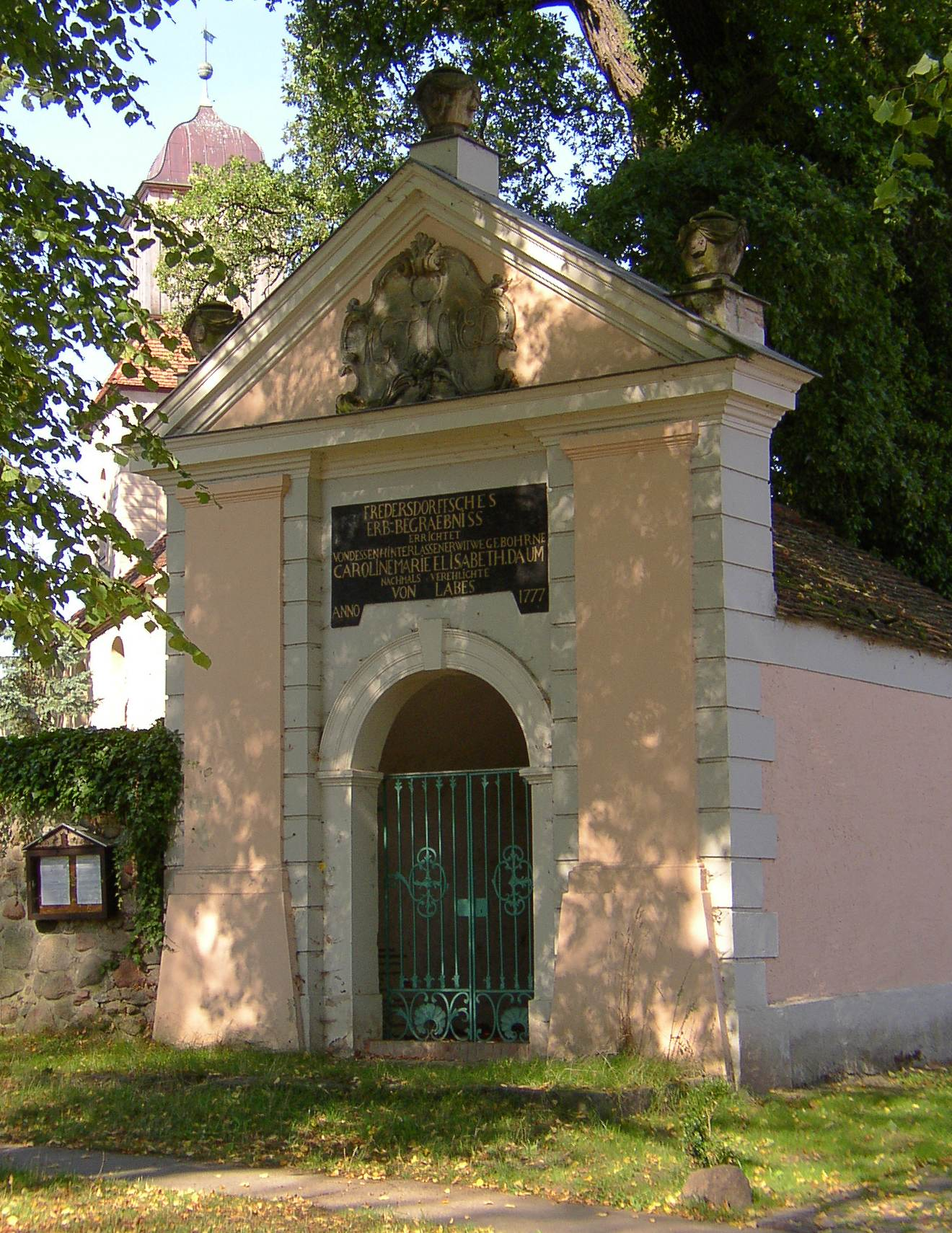
Fredersdorff'sches Erbbegräbnis

Dorfkirche Wolfsruh

In der Liste der Baudenkmale in Großwoltersdorf stehen die in der Denkmalliste des Landes Brandenburg eingetragenen Baudenkmale.
- Gutshaus in Zernikow, in dem Achim von Arnim als Kind häufig seine Ferien verbrachte. In dem Haus informiert ein Museum über den romantischen Dichter. Dort findet das Ritterfest und das Maulbeerfest am 1. Wochenende im August statt; im Inspektorenhaus werden Lesungen und in der alten Brennerei Ausstellungen veranstaltet.
- Dorfkirche Zernikow mit Patronatsloge unter der Empore. Die Restaurierung der Kirche wurde in den Jahren zwischen 1999 und 2004 unter anderem von der Deutschen Stiftung Denkmalschutz gefördert. An der Empore hängen die Stifterporträts: Hans Reichs Freiherr von Labes auf Zernikow (* 6. Januar 1731; † 27. Juli 1776); Amalia Caroline von Arnim geb. von Labes (* 13. Mai 1761; † 14. Februar 1781); Carolina Maria Elisabeth von Labes geb. Daum (* 27. Juli 1730; † 10. März 1810); Michael Gabriel Fredersdorff (* 6. Juni 1708; † 17. Januar 1758), Königlich Preußischer Geheimer Kämmerer. In der unter dem Altar befindlichen Gruft liegen die Särge von Hans Ehrenteich von Schöning und seiner Frau Johanna Hedwig, geb. von Guericke (Besitzer von Zernikow 1709–30).
- Fredersdorffsches Erbbegräbnis, das 1777 von Carolina Maria Elisabeth von Labes verwitwete Fredersdorff geb. Daum gestiftet wurde (bis 1999 restauriert). Bis nach dem Zweiten Weltkrieg standen darin die Sarkophage von Michael Gabriel Fredersdorff (* 6. Juni 1708; † 14. Januar 1758), Carolina Maria Elisabeth von Labes (* 27. Juli 1730; † 10. März 1810), Amalia Carolina von Arnim geb. von Labes (* 13. Mai 1761; † 14. Februar 1781), Hans Reichsfreiherr von Labes (* 6. Januar 1731; † 27. Juli 1776) und Freiherr Carl Otto Ludwig von Arnim (* 1. August 1779; † 9. Februar 1861)
- Inspektorenhaus in Zernikow (heutzutage Gasthof).
- In Zernikow mehrere Alleen, darunter eine Lindenallee und Maulbeerallee.[17][18][19]

## Verkehr
Großwoltersdorf liegt an der Landesstraße L 222 zwischen Menz und Gransee.
Der Bahnhof Großwoltersdorf lag an der Bahnstrecke Gransee–Großwoltersdorf, auf der der Personenverkehr 1969 eingestellt wurde.

## Persönlichkeiten
- Bettina Encke von Arnim (1895–1971), Malerin, geboren in Zernikow
- Peter Anton von Arnim (1937–2009), deutscher Privatgelehrter und Islamwissenschaftler, geboren in Zernikow